# Refuge d'Asco-Stagnu
Le refuge d'Asco-Stagnu (Ascu Stagnu) est un refuge situé en Corse dans le massif du Monte Cinto sur le territoire de la commune d'Asco, dans la haute vallée de la rivière Asco.

## Caractéristiques
Le refuge d'Asco-Stagnu se dresse en bordure du plateau de Stagnu, replat boisé vers 1 450 m d'altitude en rive gauche du ruisseau de Stranciacone, près de la station de ski du même nom. Il est accessible toute l'année mais gardé seulement de mai ou juin à septembre ou octobre. Les dates d'ouverture et de fermeture n'étant pas définies à l'avance, il faut se renseigner sur le site du parc naturel régional de Corse pour obtenir les informations exactes.

## Historique
Après la destruction par un incendie du refuge d'Altore en 1985, le tracé initial du GR 20 s'est trouvé dévié vers les hébergements de la station de ski voisine. Un bâtiment de cette station abrite désormais le refuge géré par le parc naturel régional.

## Accès
Ce refuge est accessible à pied par le GR20, dont il constitue un lieu d'hébergement entre le refuge de Carozzu et celui de Tighiettu. Situé au sein du stade de neige du Haut Asco, il est également desservi par la route D147 montant du village d'Asco situé à 13 km,.

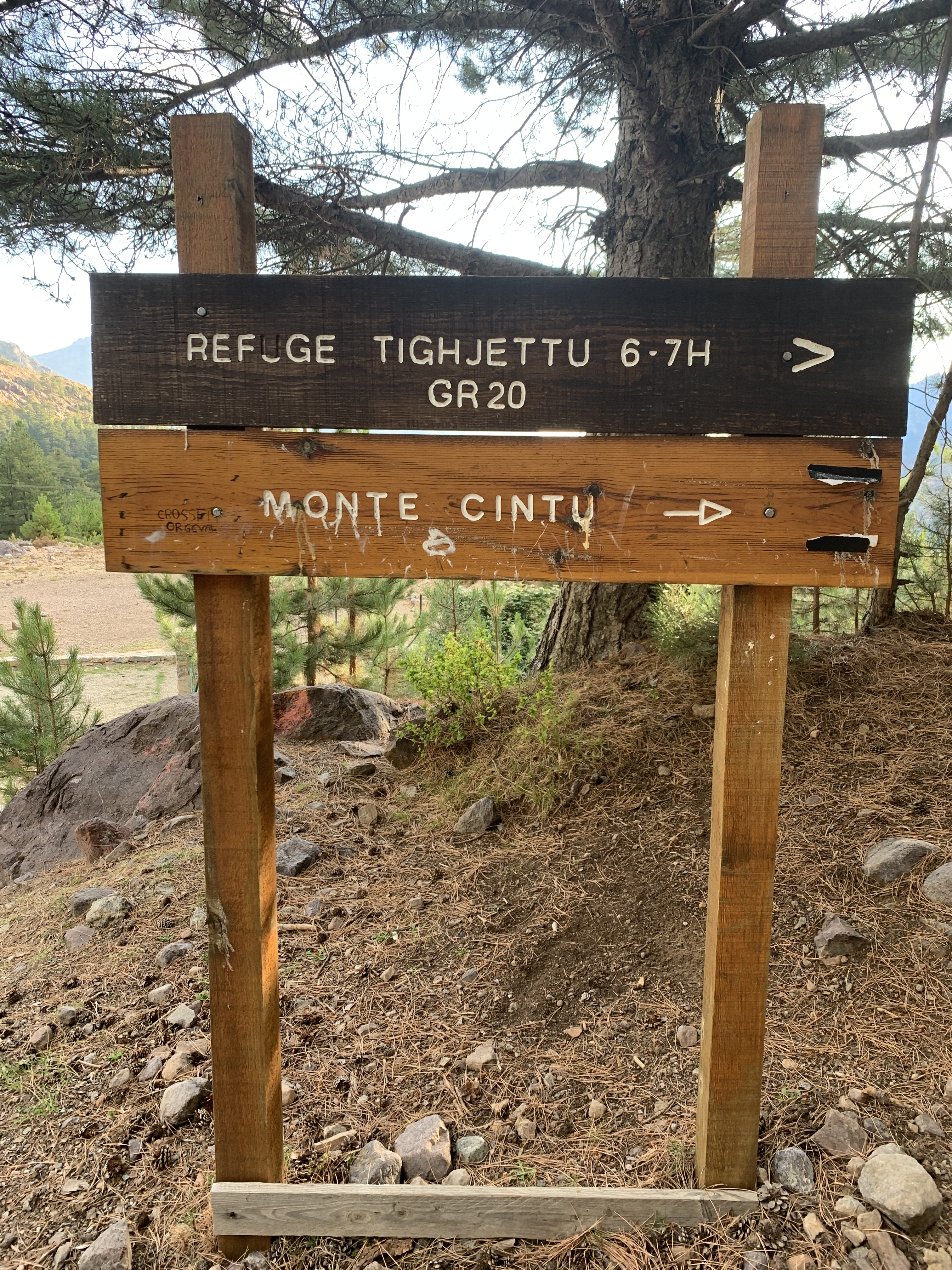
Panneaux à la station de Haut Asco.
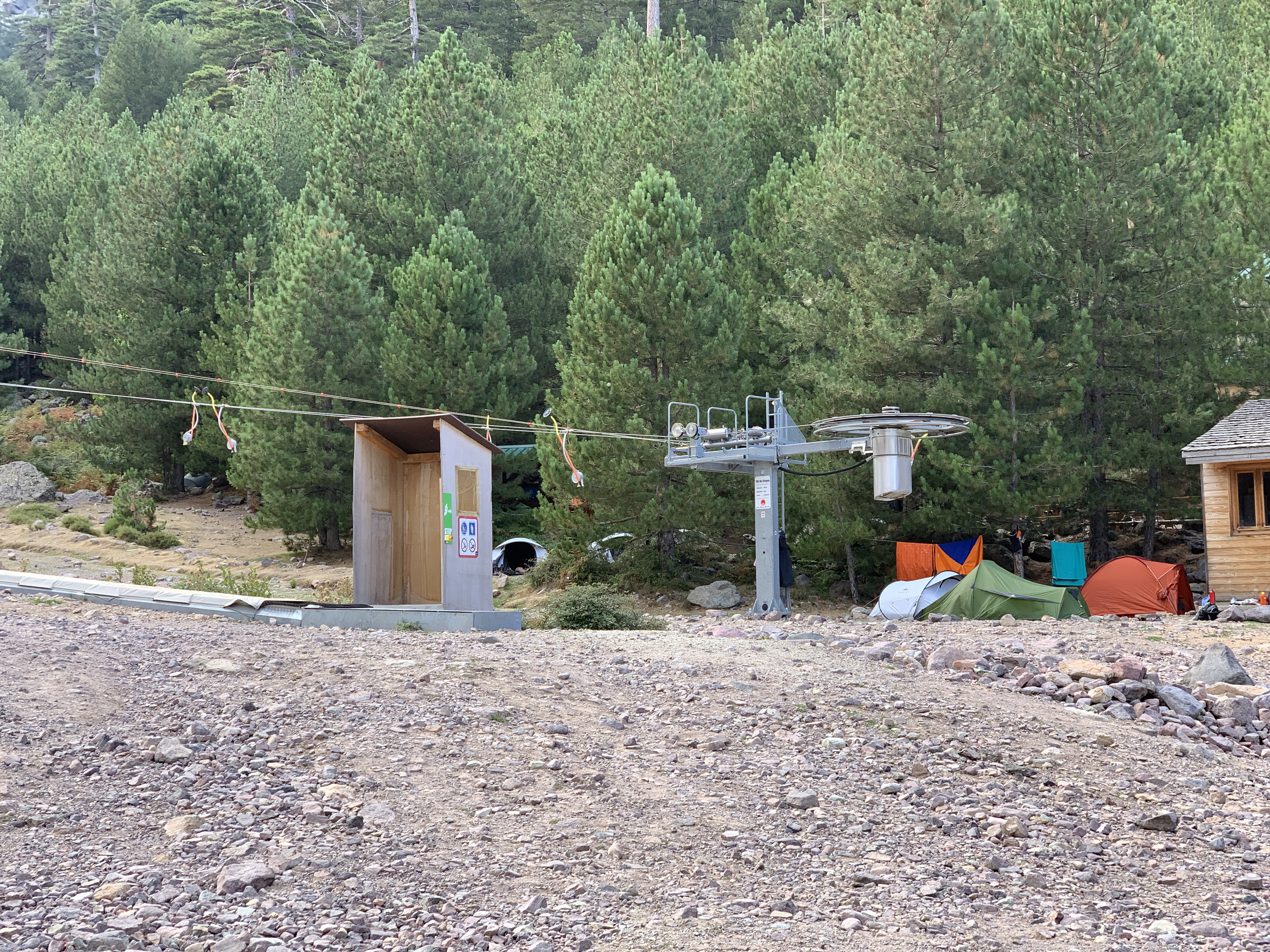
Zone de bivouac du refuge près du téléski.
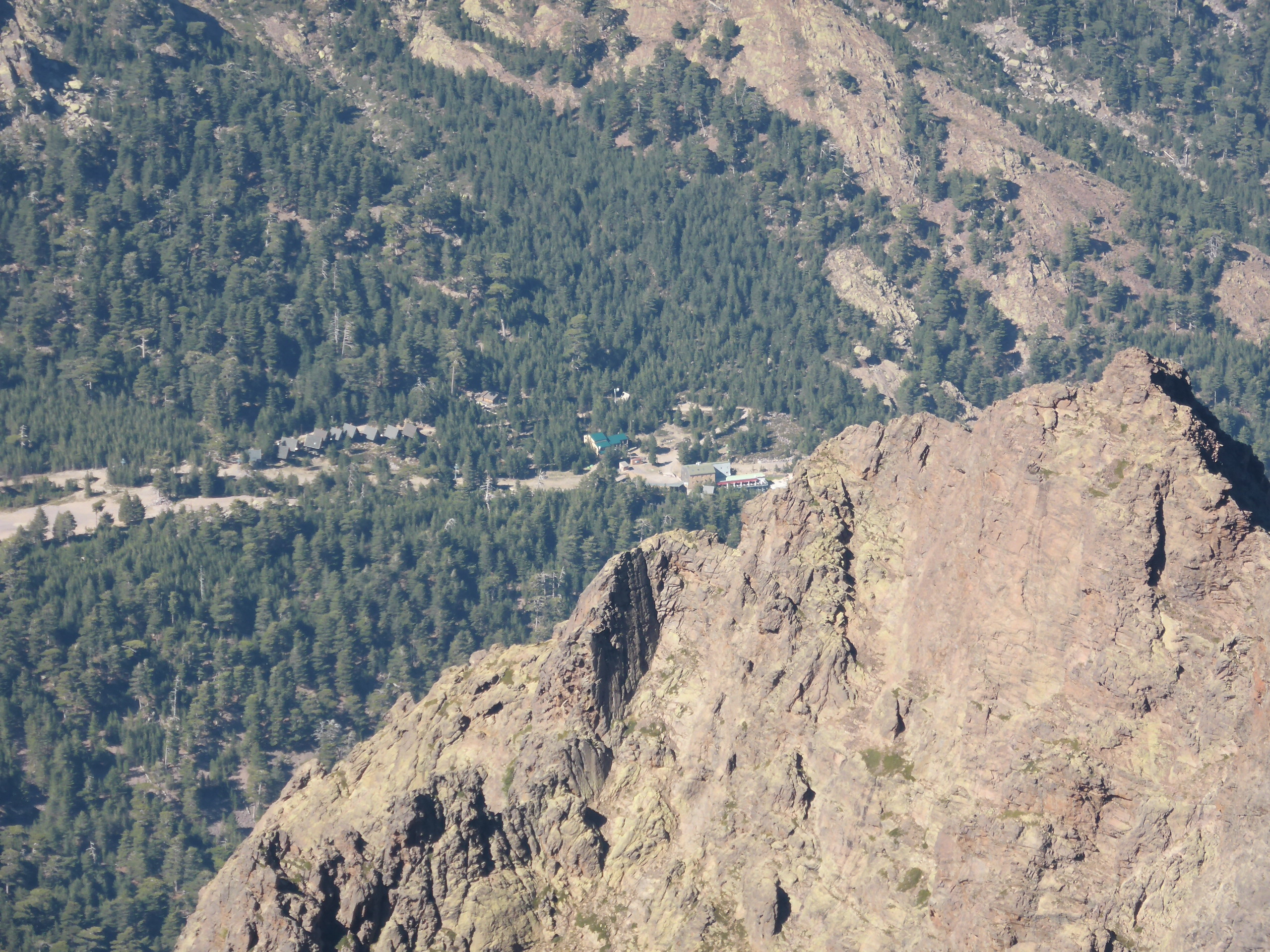
Refuge et hôtel à la station de Haut Asco.